# 矢久保美绪
矢久保美緒（日语：／ Yakubo Mio */?，2002年8月14日—）是日本偶像藝人，為女子偶像團體乃木坂46的成員，東京都出身。2018年以乃木坂46四期生身分出道。畢業於明治學院大學。

## 經歷
2002年8月14日，矢久保出生在東京都。
2018年，矢久保參加了「坂道聯合新成員甄選試鏡」，並於8月19日合格。12月3日，在日本武道館舉辦的「乃木坂46 四期生見面會」中，作為乃木坂46的四期生成員首次亮相。
2021年（令和3年）3月16日，她被宣布將成為4月6日開播的廣播節目《Time Chan》的固定班底。8月27日，因松村沙友理從乃木坂46畢業，她接任了Niconico生放送的節目《喜歡活生生的偶像》的主持人。
2022年8月14日，在20生日當天開設個人Instagram帳號。

## 外部連結
- 乃木坂46官方個人介紹頁（页面存档备份，存于）（日語）
- 矢久保美緒的官方部落格（页面存档备份，存于）（日語）
- 矢久保美绪的Instagram帳戶（2022年8月14日—）（日語）